# Крайбрежна Дакия
Крайбрежна (Брегова) Дакия или Дакия Рипензис (на латински: Dacia Ripensis; на гръцки: Δακία Ρειπήσιος) е римска провинция, която се образува ок. 283 г., след като император Аврелиан се отказва от провинцията Дакия. Съществува до 586 г.

## История
Главен град на Dacia Ripensis става Рациария (дн. Арчар), южно на р. Дунав в Северна България. Когато през 275 г. Аврелиан напълно се отказва от Дакия, римският легион XIII Близначен легион (Legio XIII Gemina) е стациониран в Рациария в новообразуваната провинция Dacia ripensis. През 285 г. съществуват две провинции – Вътрешна Дакия (Дакия Медитеранея) със столица Сердика и Дакия Рипензис, със столица Рациария. По-късно двете „Дакии“ заедно с Дардания, Долна Мизия, и Превалитания образуват Диоцез Дакия.
Провинцията Крайбрежна Дакия, която се състои от част от предишната провинция Горна Мизия, се простира от Ку̀пе (дн. Голубац, Сърбия) до река У̀тус (днес р. Вит) и на запад до западната част на Стара планина. Река Вит тече, започвайки от Стара планина до вливането ѝ в Дунав до днешния град Сомовит.
През 408 г. хуните на Улдин завладяват римската крепост Кастра Мартис (днес Кула, близо до Видин в България). През 586 г. аварите нахлуват в провинцията и се разполагат между Горна Мизия (Moesia Superior) и Долна Мизия (Moesia Inferior).

## Епископство
Древните епископски седалища в римската провинция Дакия Рипензис са написани в папския календар Annuario Pontificio: 
- Аквае ин Дакия (Видонац)
- Бонония
- Кастра Мартис (Кула)
- Ескус
- Рациария

## Личности
- Римският император Луций Домиций Аврелиан, наричан Аврелиан вероятно е роден в Крайбрежна Дакия, която тогава има името Мизия. [5]
- Римският император Галерий е роден около 250 г. в Крайбрежна Дакия. [6]

- Паладий от Рациария е през 4 век ариански християнски теолог и епископ в Рациария. [7]